# Watertoren (Noordwijk)
De Watertoren van Noordwijk is in 1917 ontworpen in art-decostijl door de Amsterdamse architect F.A. Warners en de technische installatie werd verzorgd door R.P. van Royen. Op de ontwerptekening van Warners is de toren rijker en expressiever gedecoreerd dan uiteindelijk is uitgevoerd. Volgens een koperen gevelplaat met inscriptie in de toren werd deze in 1920 in gebruik genomen. De watertoren was tevens bedoeld als uitkijktoren, reden waarom er een trappenhuis is aangebouwd. Om op de bouwkosten te besparen is de toren op een duin gebouwd.
De muren bestonden uit baksteen, maar werden bij een restauratie in 1968 voorzien van een laag spuitbeton. De watertoren is 23 meter hoog, maar het voetstuk staat 17,65 meter boven NAP. De toren heeft een waterreservoir van 225 m³. De draagconstructie is metselwerk.
De oorspronkelijke koperen bekleding van het koepeldak is in de loop der jaren vervangen door bitumineuze dakbedekking. De toren heeft sinds 1999 de status rijksmonument.

## Foto's

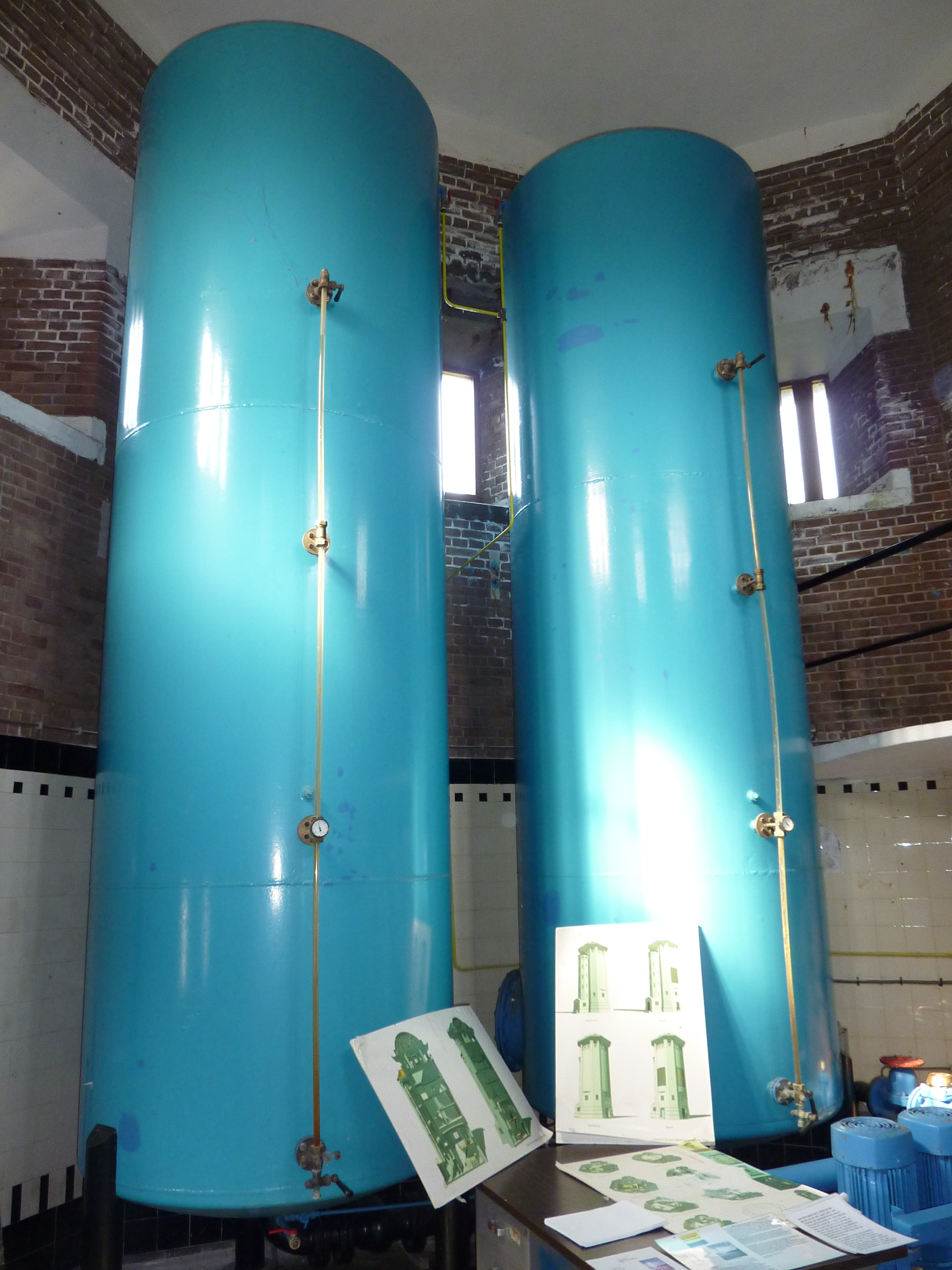
Twee waterreservoirs
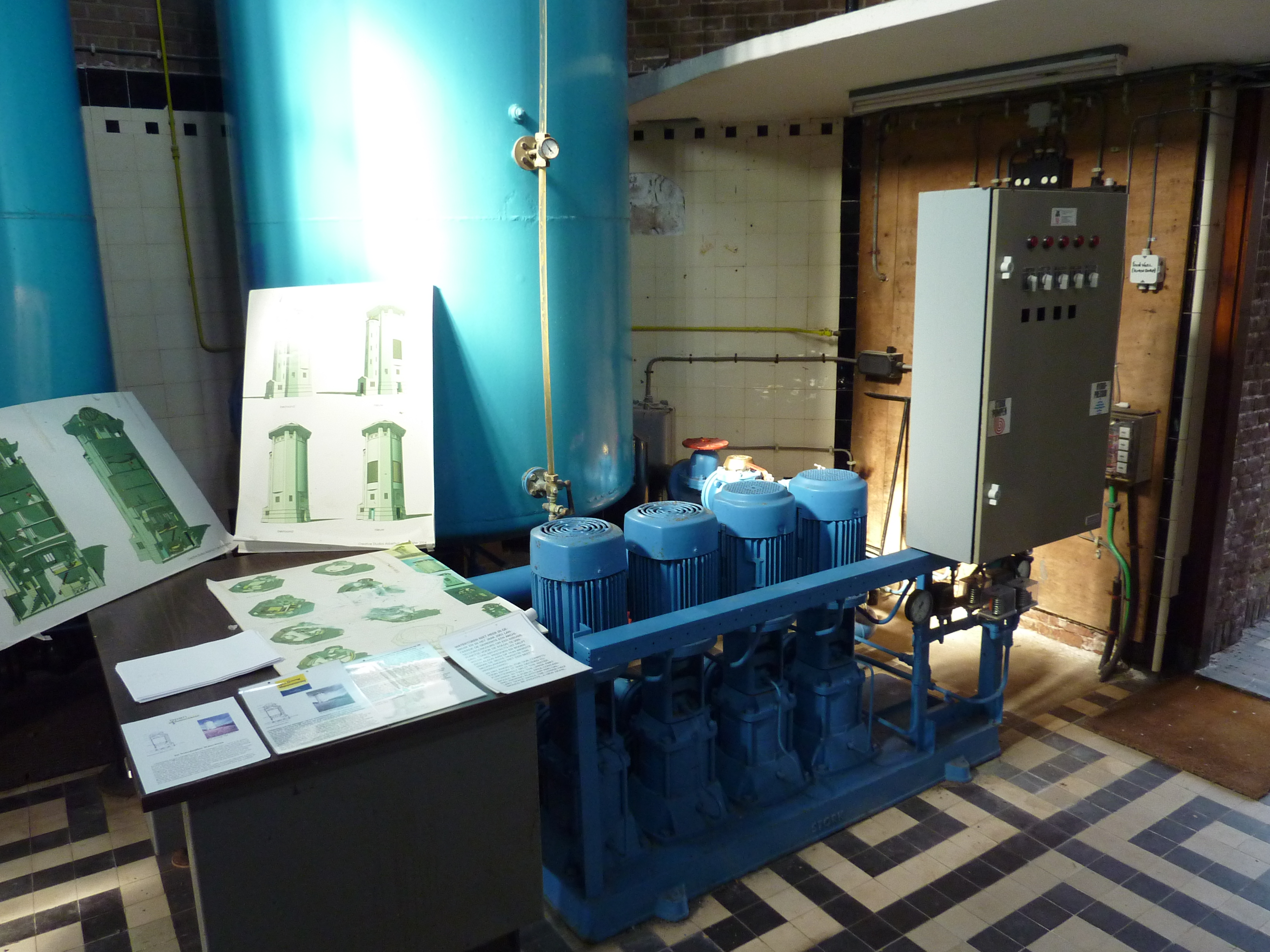
Tank met pompen tijdens Open Monumentendag
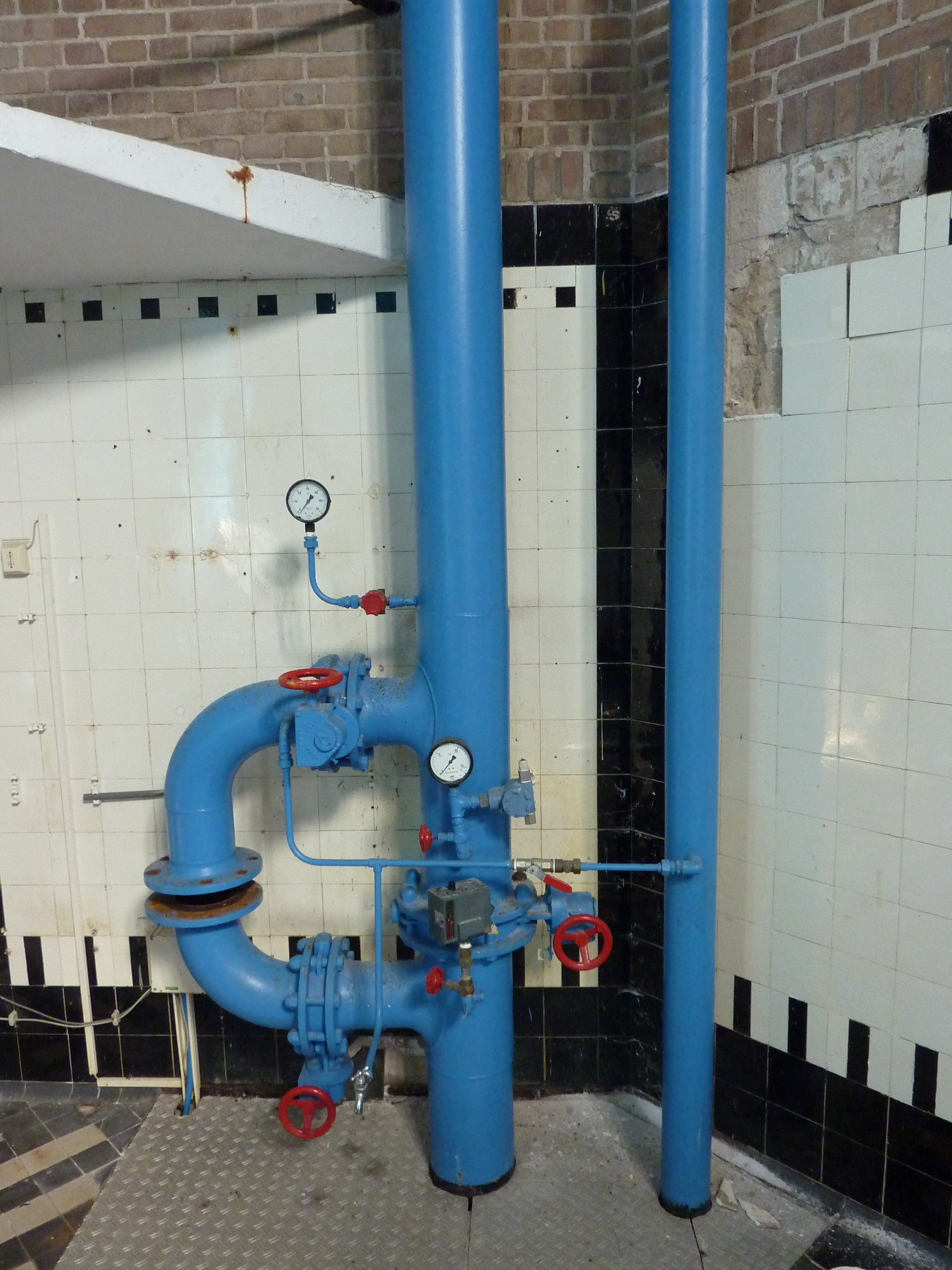
Pijpen met meters
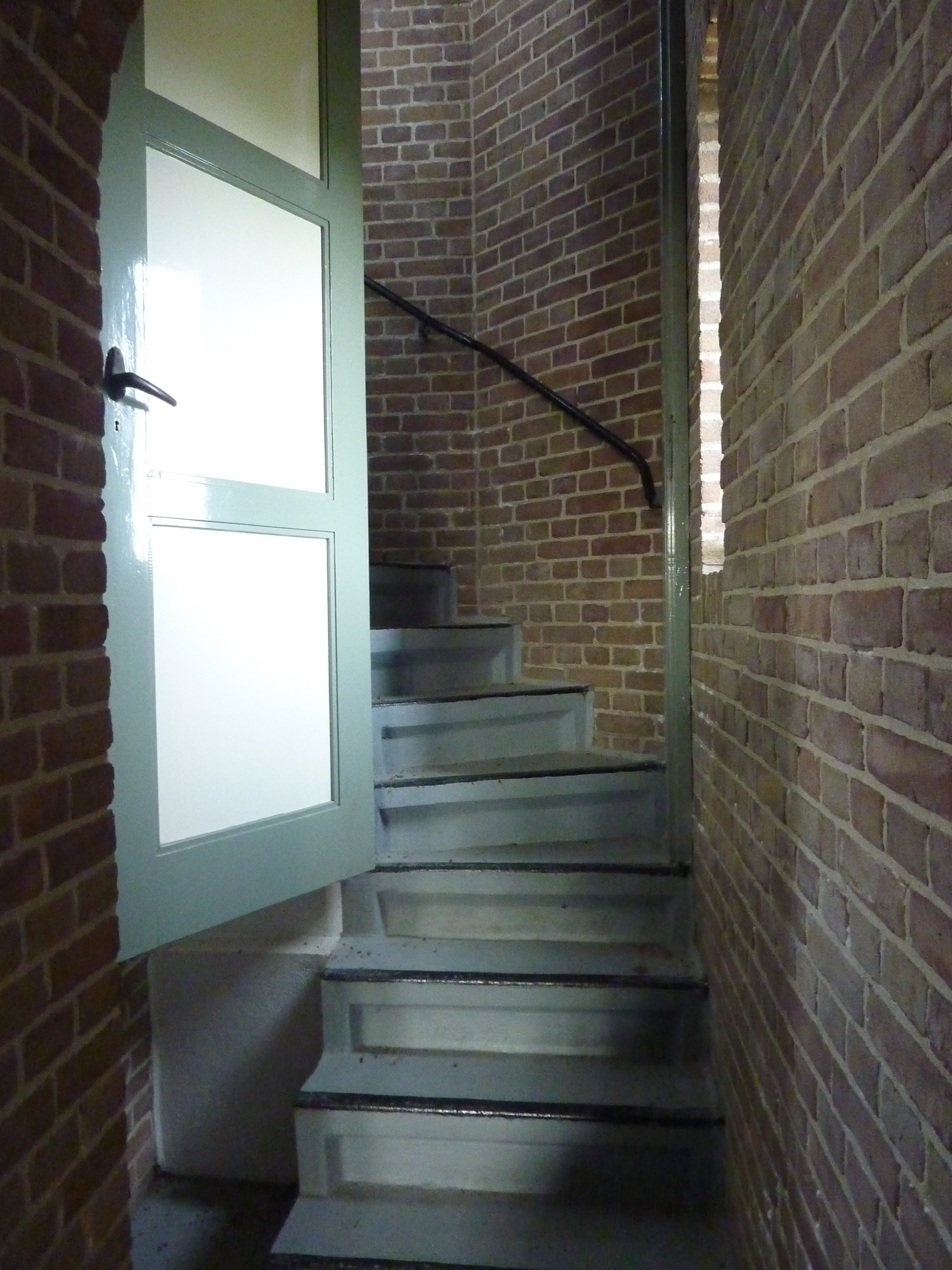
Wenteltrap naar boven in de watertoren
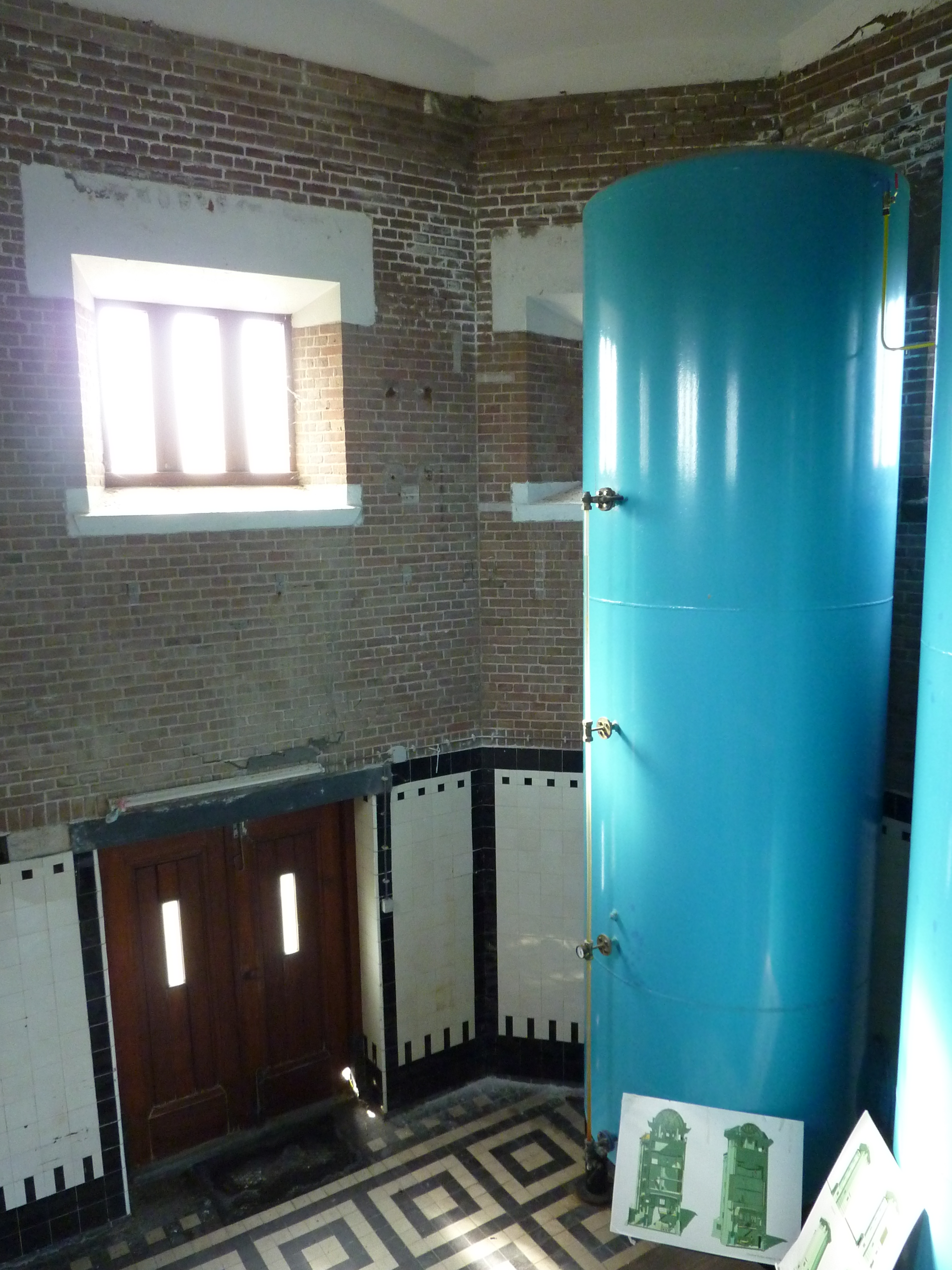
Watertank met deur
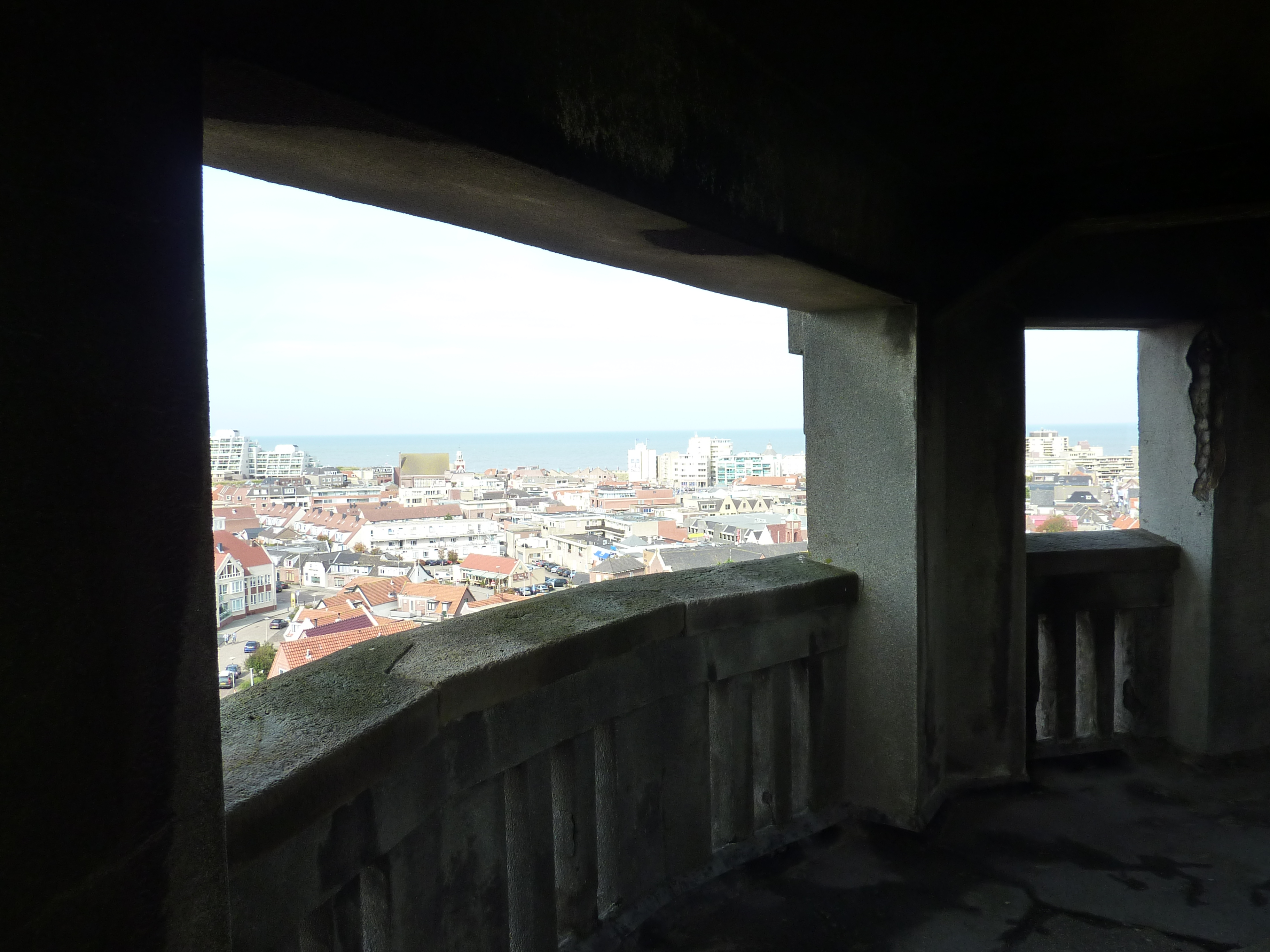
Uitkijkpunt
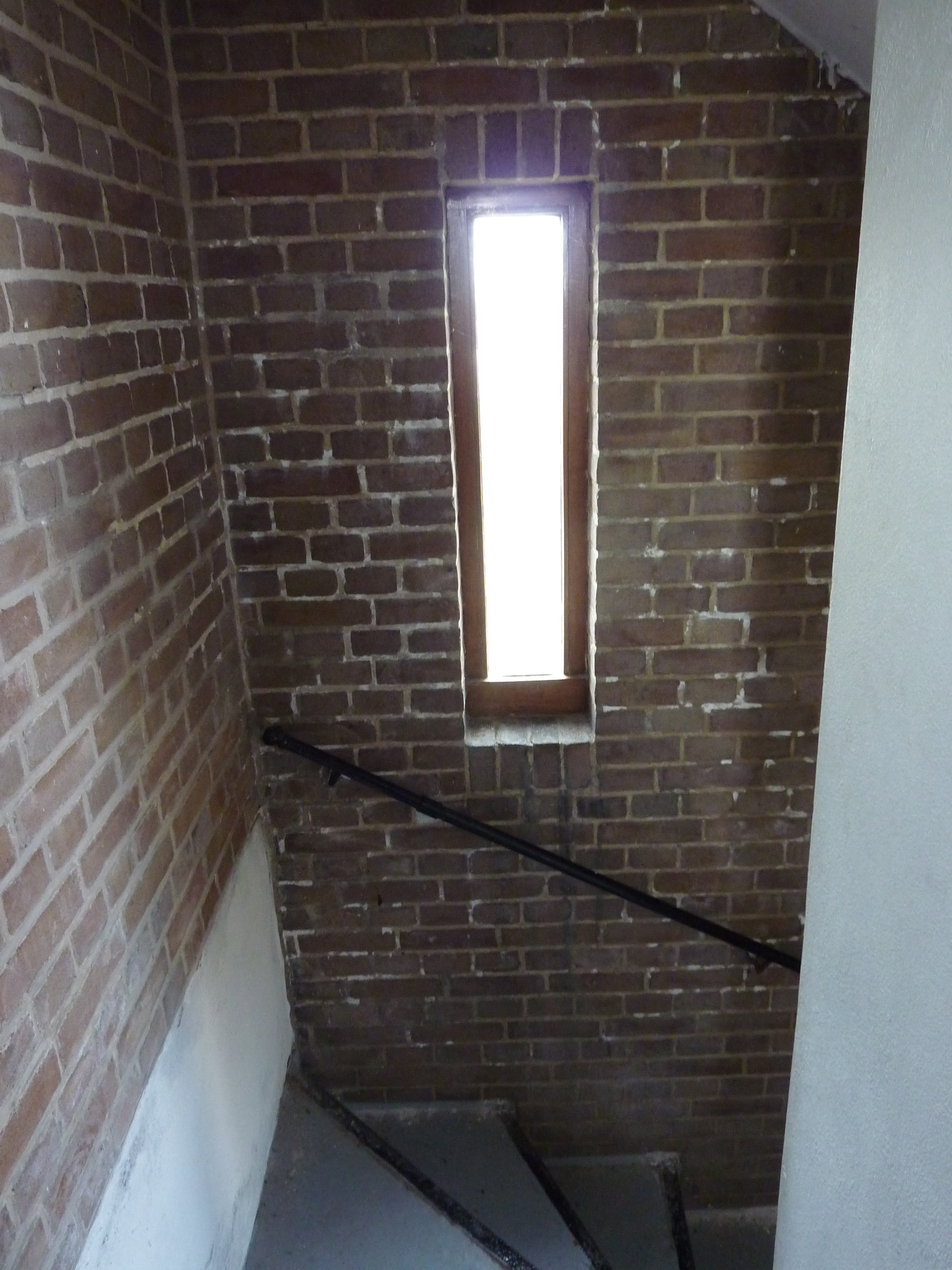
Trap met karakteristieke verticale raampjes
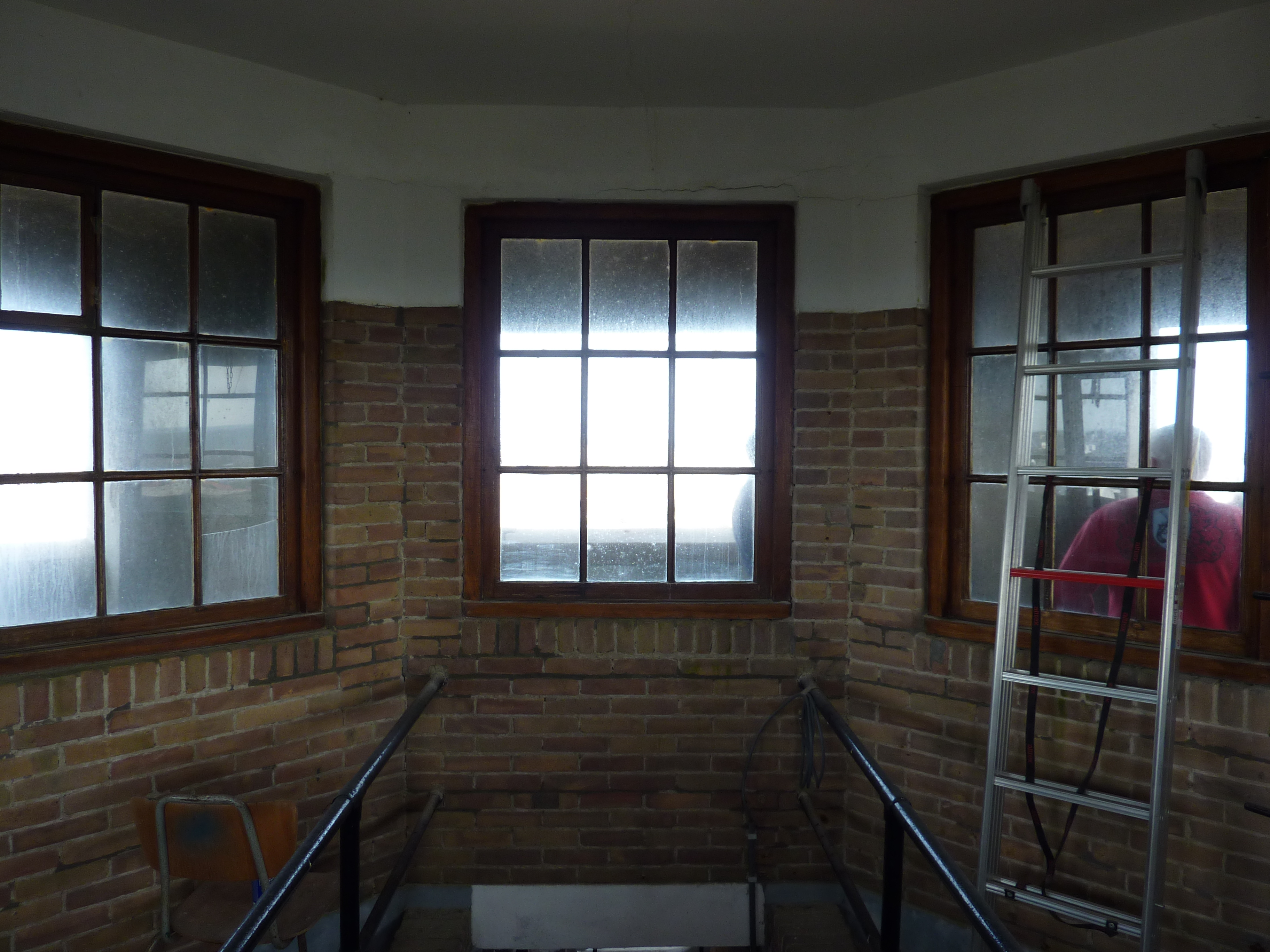
Watertoren binnen
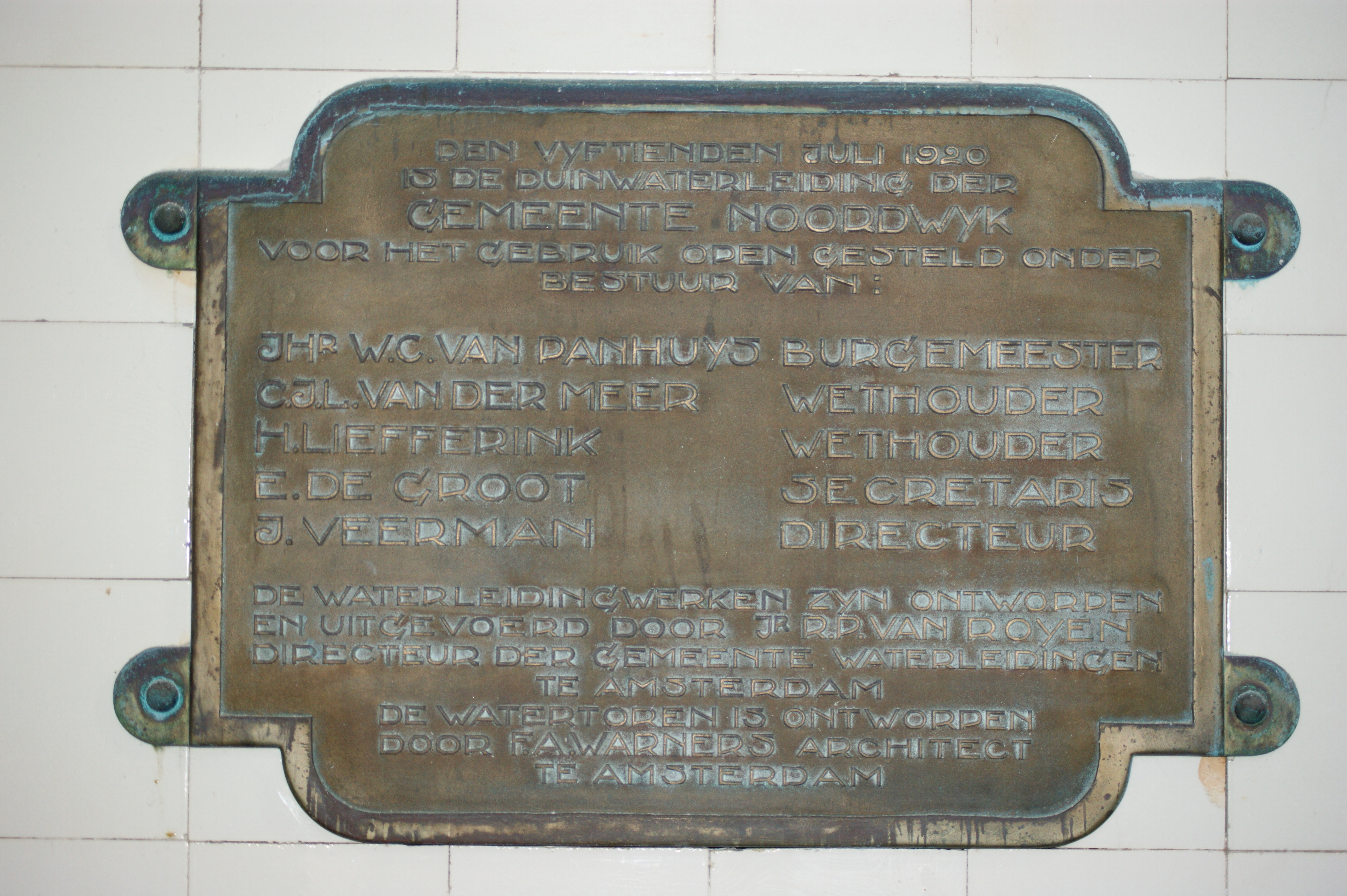
Koperen gevelplaat ter gelegenheid van de opening
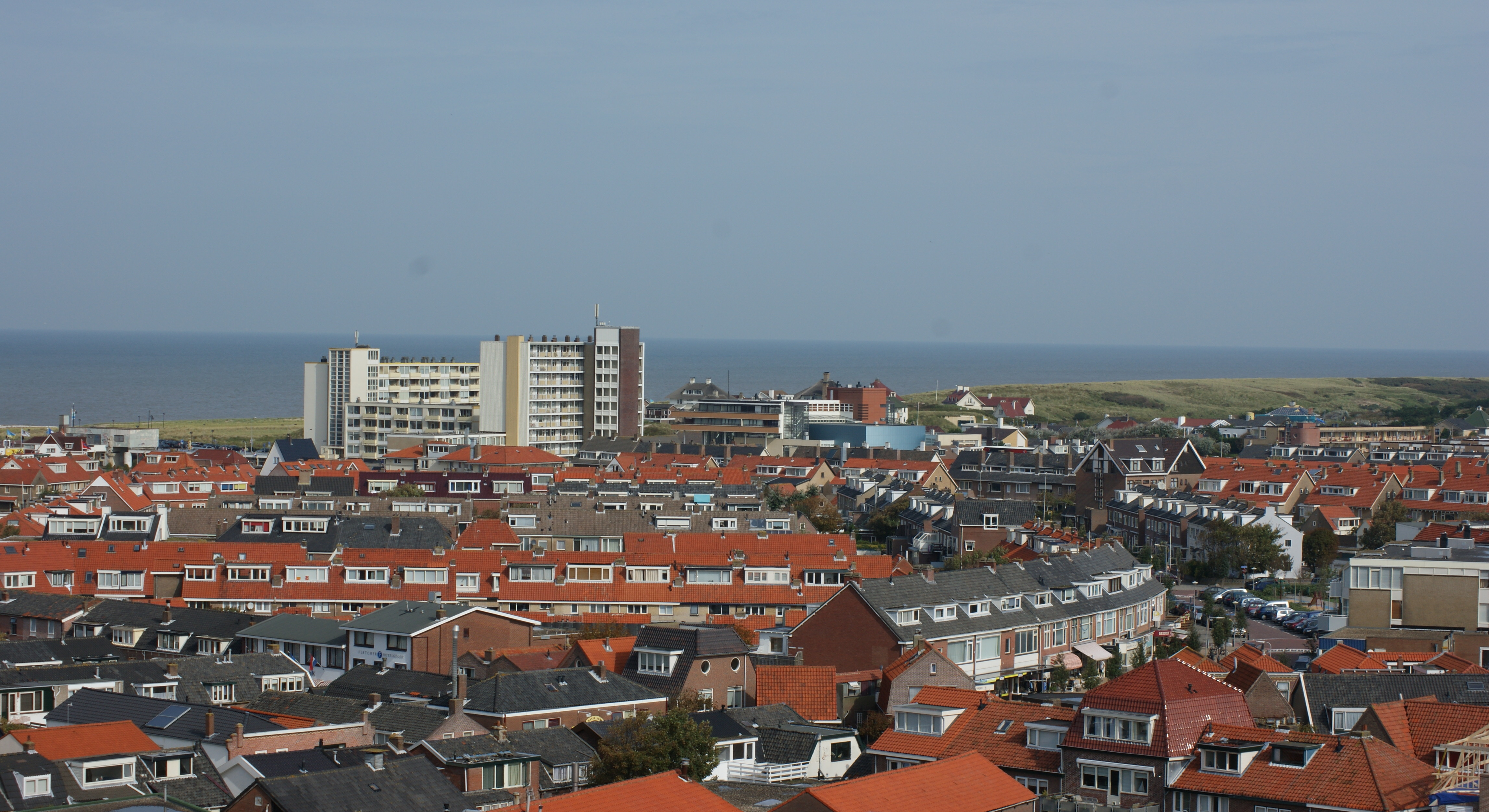
Uitzicht 1
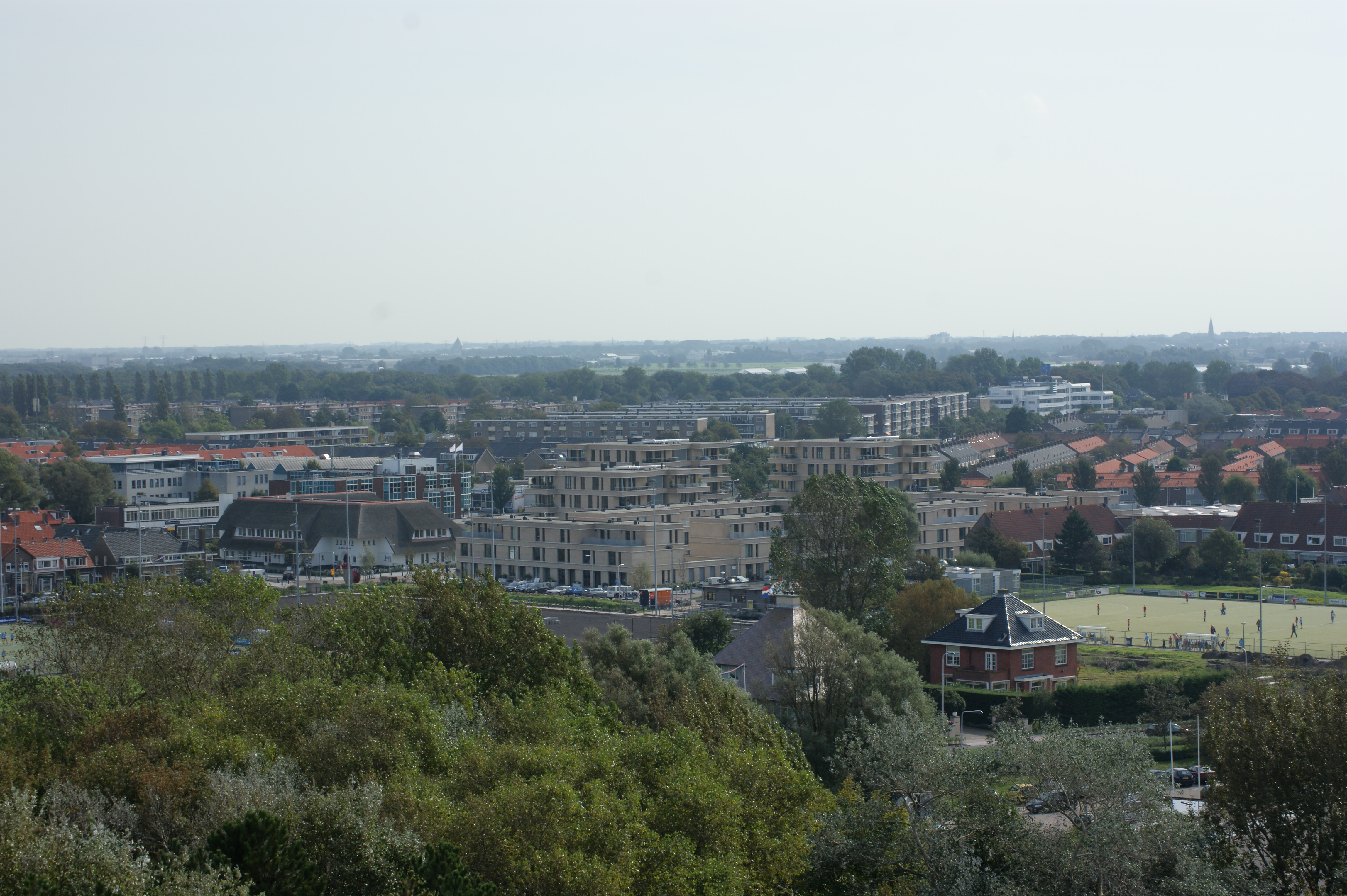
Uitzicht 2
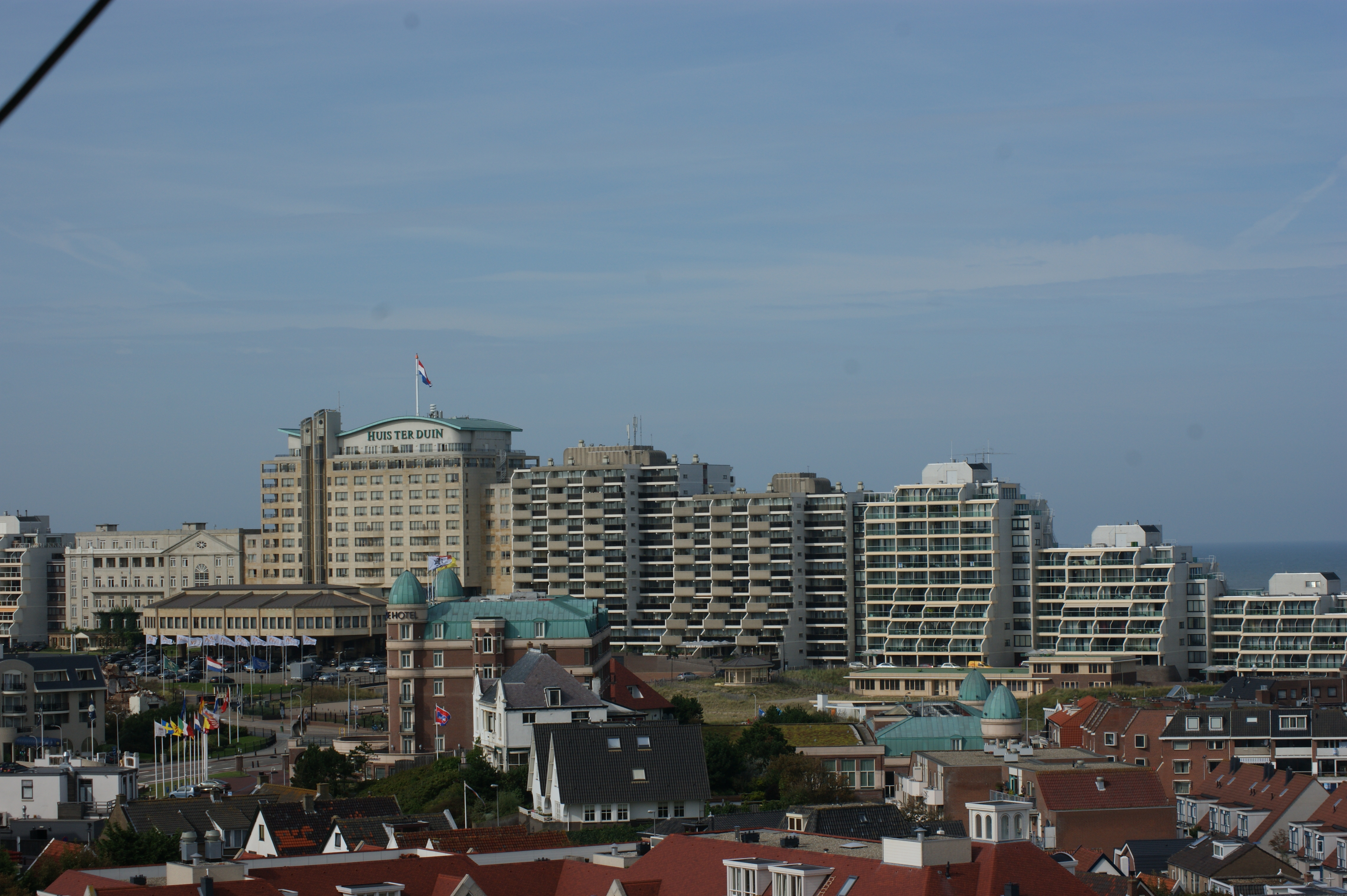
Uitzicht op Huis ter duin